# Суперконцентраты
Суперконцентраты — концентраты пигментов, красителей и других активных веществ на основе полимера, воска, или парафинов, используемые для придания изделиям из пластмасс цвета, оттенка или специфических свойств.
В профессиональной среде также широко используются термины «мастербатч», от английского слова masterbatch, «маточная смесь», СКП.
Широко используются для производства полимерных плёнок, товаров народного потребления, деталей технического назначения и т. д.
Некоторые суперконцентраты нельзя использовать для производства изделий (например, упаковки), контактирующих с пищевыми продуктами.
Суперконцентраты красителей в России, Белоруссии и Казахстане подлежат обязательной государственной регистрации.